# Мисията на шута
„Мисията на шута“ е роман на Робин Хоб от поредицата „Шутът и убиецът“ за Кралския убиец, Фицрицарин Пророк.

## Сюжет
Петнадесет години са минали откак Фицрарин, Кралският убиец се е отказал от политиката на Шестте херцогства и води тих живот с осиновения си син Хап. Но Шесте херцогства не са се отказали от него. Петнадесетгодишният принц Предан изчезва. По-лошо – възможно е да отвлечен от Осезатели. И ето че Сенч спешно се нуждае отново от своя чирак-убиец и майстор-осезател. Фиц се наема на едно рисковано прътешествие. В него участват Шута и ловкинята Лоръл.

## Свързани поредици
Действието в „Мисията на шута“ започва петнадесет години след събитията в романа „Тронът“ от трилогията „Придворният убиец“.